# Lijst van Minor league baseball leagues en teams
Dit is de lijst van Minor league baseball leagues en teams in de Verenigde Staten, Canada en Mexico.

## Leagues en classificatie verwant aan de Major League Basebal

### AAA (Triple-A) Leagues
De AAA leagues is het hoogste level van minor league, net onder de Major League

#### International League
| Team                             | Stad                      | Stadion                    | Verwant aan           |
| -------------------------------- | ------------------------- | -------------------------- | --------------------- |
| Buffalo Bisons                   | Buffalo, New York         | Sahlen Field               | Toronto Blue Jays     |
| Charlotte Knights                | Charlotte, North Carolina | BB&T Ballpark              | Chicago White Sox     |
| Columbus Clippers                | Columbus, Ohio            | Huntington Park            | Cleveland Indians     |
| Durham Bulls                     | Durham, North Carolina    | Durham Bulls Athletic Park | Tampa Bay Rays        |
| Gwinnett Stripers                | Lawrenceville, Georgia    | Coolray Field              | Atlanta Braves        |
| Indianapolis Indians             | Indianapolis, Indiana     | Victory Field              | Pittsburgh Pirates    |
| Lehigh Valley IronPigs           | Allentown, Pennsylvania   | Coca-Cola Park             | Philadelphia Phillies |
| Louisville Bats                  | Louisville, Kentucky      | Louisville Slugger Field   | Cincinnati Reds       |
| Norfolk Tides                    | Norfolk, Virginia         | Harbor Park                | Baltimore Orioles     |
| Pawtucket Red Sox                | Pawtucket, Rhode Island   | McCoy Stadium              | Boston Red Sox        |
| Rochester Red Wings              | Rochester, New York       | Frontier Field             | Minnesota Twins       |
| Scranton/Wilkes-Barre RailRiders | Moosic, Pennsylvania      | PNC Field                  | New York Yankees      |
| Syracuse Mets                    | Syracuse, New York        | NBT Bank Stadium           | New York Mets         |
| Toledo Mud Hens                  | Toledo, Ohio              | Fifth Third Field          | Detroit Tigers        |

- Site International League

#### Mexican League
De Mexican League bestaat uit alleen Mexicaanse teams.
| Team                        | Stad            | Stadion                                    |
| --------------------------- | --------------- | ------------------------------------------ |
| Acereros de Monclova        | Monclova        | Estadio De Beisbol Monclova                |
| Diablos Rojos del México    | Mexico-Stad     | Estadio Foro Sol                           |
| Guerreros de Oaxaca         | Oaxaca          | Estadio de Beisbol Lic.Eduardo Vasconcelos |
| Leones de Yucatán           | Yucatán         | Estadio De Beisbol Kukulkan                |
| Olmecas de Tabasco          | Villahermosa    | Parque Centenari 27 de Febrero             |
| Pericos de Puebla           | Puebla          | Estadio de Beisbol Hermanos Serdán         |
| Petroleros de Poza Rica     | Córdoba         | Estadio Beisborama                         |
| Piratas de Campeche         | Campeche        | Estadio Nelson Berrera                     |
| Potros de Tijuana           | Tijuana         | Estadio de Beisbol Calimax                 |
| Rieleros de Aguascalientes  | Aguascalientes  | Estadio De Beisbol Alberto Romo Chávez     |
| Rojos de Águila de Veracruz | Veracruz        | Estadio De Beisbol Beto Avila              |
| Saraperos de Saltillo       | Saltillo        | Estadio De Beisbol Francisco L. Madero     |
| Sultanes de Monterrey       | Monterrey       | Estadio de Beisbol Monterrey               |
| Tigres de México            | Puebla          | Estadio de beisbol Hermanos Serdán         |
| Tuneros de San Luis Potosí  | San Luis Potosí | Estadio De Beisbol Veinte de Noviembre     |
| Vaqueros Laguna             | Laguna          | Estadio Revolución                         |

- Site Mexican League

#### Pacific Coast League
| Team                  | Stad                        | Stadion                           | Verwant aan          |
| --------------------- | --------------------------- | --------------------------------- | -------------------- |
| Albuquerque Isotopes  | Albuquerque, New Mexico     | Isotopes Park                     | Colorado Rockies     |
| El Paso Chihuahuas    | El Paso, Texas              | Southwest University Park         | San Diego Padres     |
| Fresno Grizzlies      | Fresno, Californië          | Chukchansi Park                   | Washington Nationals |
| Iowa Cubs             | Des Moines, Iowa            | Principal Park                    | Chicago Cubs         |
| Las Vegas Aviators    | Summerlin, Nevada           | Las Vegas Ballpark                | Oakland Athletics    |
| Memphis Redbirds      | Memphis, Tennessee          | AutoZone Park                     | St. Louis Cardinals  |
| Nashville Sounds      | Nashville, Tennessee        | First Horizon Park                | Texas Rangers        |
| Oklahoma City Dodgers | Oklahoma City, Oklahoma     | Chickasaw Bricktown Ballpark      | Los Angeles Dodgers  |
| Omaha Storm Chasers   | Papillion, Nebraska         | Werner Park                       | Kansas City Royals   |
| Reno Aces             | Reno, Nevada                | Greater Nevada Field              | Arizona Diamondbacks |
| Round Rock Express    | Round Rock, Texas           | Dell Diamond                      | Houston Astros       |
| Sacramento River Cats | West Sacramento, Californië | Sutter Health Park                | San Francisco Giants |
| Salt Lake Bees        | Salt Lake City, Utah        | Smith's Ballpark                  | Los Angeles Angels   |
| San Antonio Missions  | San Antonio, Texas          | Nelson W. Wolff Municipal Stadium | Milwaukee Brewers    |
| Tacoma Rainiers       | Tacoma, Washington          | Cheney Stadium                    | Seattle Mariners     |
| Wichita Wind Surge    | Wichita, Kansas             | New Wichita Ballpark              | Miami Marlins        |

- Site Pacific Coast League

### AA (Double-A) Leagues

#### Eastern League
| Team                      | Stad                      | Stadion                        | Verwant aan           |
| ------------------------- | ------------------------- | ------------------------------ | --------------------- |
| Akron RubberDucks         | Akron, Ohio               | Canal Park                     | Cleveland Indians     |
| Altoona Curve             | Altoona, Pennsylvania     | Peoples Natural Gas Field      | Pittsburgh Pirates    |
| Binghamton Rumble Ponies  | Binghamton, New York      | NYSEG Stadium                  | New York Mets         |
| Bowie Baysox              | Bowie, Maryland           | Prince George's Stadium        | Baltimore Orioles     |
| Erie SeaWolves            | Erie, Pennsylvania        | UPMC Park                      | Detroit Tigers        |
| Harrisburg Senators       | Harrisburg, Pennsylvania  | FNB Field                      | Washington Nationals  |
| Hartford Yard Goats       | Hartford, Connecticut     | Dunkin' Donuts Park            | Colorado Rockies      |
| New Hampshire Fisher Cats | Manchester, New Hampshire | Northeast Delta Dental Stadium | Toronto Blue Jays     |
| Portland Sea Dogs         | Portland, Maine           | Hadlock Field                  | Boston Red Sox        |
| Reading Fightin Phils     | Reading, Pennsylvania     | FirstEnergy Stadium            | Philadelphia Phillies |
| Richmond Flying Squirrels | Richmond, Virginia        | The Diamond                    | San Francisco Giants  |
| Trenton Thunder           | Trenton, New Jersey       | Arm & Hammer Park              | New York Yankees      |

- Site Eastern League

#### Southern League
| Team                      | Stad                   | Stadion                          | Verwant aan          |
| ------------------------- | ---------------------- | -------------------------------- | -------------------- |
| Biloxi Shuckers           | Biloxi, Mississippi    | MGM Park                         | Milwaukee Brewers    |
| Birmingham Barons         | Birmingham, Alabama    | Regions Field                    | Chicago White Sox    |
| Chattanooga Lookouts      | Chattanooga, Tennessee | AT&T Field                       | Cincinnati Reds      |
| Jackson Generals          | Jackson, Tennessee     | The Ballpark at Jackson          | Arizona Diamondbacks |
| Jacksonville Jumbo Shrimp | Jacksonville, Florida  | Baseball Grounds of Jacksonville | Miami Marlins        |
| Mississippi Braves        | Pearl, Mississippi     | Trustmark Park                   | Atlanta Braves       |
| Montgomery Biscuits       | Montgomery, Alabama    | Montgomery Riverwalk Stadium     | Tampa Bay Rays       |
| Pensacola Blue Wahoos     | Pensacola, Florida     | Admiral Fetterman Field          | Minnesota Twins      |
| Rocket City Trash Pandas  | Madison, Alabama       | Toyota Field                     | Los Angeles Angels   |
| Tennessee Smokies         | Kodak, Tennessee       | Smokies Park                     | Chicago Cubs         |

- Site Southern League

#### Texas League
| Team                        | Stad                        | Stadion                | Verwant aan         |
| --------------------------- | --------------------------- | ---------------------- | ------------------- |
| Amarillo Sod Poodles        | Amarillo, Texas             | Hodgetown              | San Diego Padres    |
| Arkansas Travelers          | North Little Rock, Arkansas | Dickey–Stephens Park   | Seattle Mariners    |
| Corpus Christi Hooks        | Corpus Christi, Texas       | Whataburger Field      | Houston Astros      |
| Frisco RoughRiders          | Frisco, Texas               | Dr Pepper Ballpark     | Texas Rangers       |
| Midland RockHounds          | Midland, Texas              | Security Bank Ballpark | Oakland Athletics   |
| Northwest Arkansas Naturals | Springdale, Arkansas        | Arvest Ballpark        | Kansas City Royals  |
| Springfield Cardinals       | Springfield, Missouri       | Hammons Field          | St. Louis Cardinals |
| Tulsa Drillers              | Tulsa, Oklahoma             | ONEOK Field            | Los Angeles Dodgers |

- Site Texas League

### Hoge A-League

#### California League
Alle teams uit de league komen uit Californië.
| Team                                  | Stad             | Stadion                     | Verwant aan                   |
| ------------------------------------- | ---------------- | --------------------------- | ----------------------------- |
| Bakersfield Blaze                     | Bakersfield      | Sam Lynn Ballpark           | Texas Rangers                 |
| High Desert Mavericks                 | Adelanto         | Stater Bros. Stadium        | Kansas City Royals            |
| Inland Empire 66ers of San Bernardino | San Bernardino   | Arrowhead Credit Union Park | Seattle Mariners              |
| Lake Elsinore Storm                   | Lake Elsinore    | Lake Elsinore Diamond       | San Diego Padres              |
| Lancaster JetHawks                    | Lancaster        | Clear Channel Stadium       | Houston Astros                |
| Modesto Nuts                          | Modesto          | John Thurman Field          | Colorado Rockies              |
| Rancho Cucamonga Quakes               | Rancho Cucamonga | The Epicenter               | Los Angeles Angels of Anaheim |
| San Jose Giants                       | San José         | San Jose Municipal Stadium  | San Francisco Giants          |
| Stockton Ports                        | Stockton         | Banner Island Ballpark      | Oakland Athletics             |
| Visalia Oaks                          | Visalia          | Recreation Park             | Tampa Bay Devil Rays          |

- Site California League

#### Carolina League
| Team                   | Stad                          | Stadion                         | Verwant aan          |
| ---------------------- | ----------------------------- | ------------------------------- | -------------------- |
| Frederick Keys         | Frederick, Maryland           | Harry Grove Stadium             | Baltimore Orioles    |
| Kinston Indians        | Kinston, North Carolina       | Grainger Stadium                | Cleveland Indians    |
| Lynchburg Hillcats     | Lynchburg, Virginia           | Calvin Falwell Field            | Pittsburgh Pirates   |
| Myrtle Beach Pelicans  | Myrtle Beach, South Carolina  | Coastal Federal Field           | Atlanta Braves       |
| Potomac Nationals      | Woodbridge, Virginia          | G. Richard Pfitzner Stadium     | Washington Nationals |
| Salem Red Sox          | Salem, Virignia               | Salem Memorial Baseball Stadium | Boston Red Sox       |
| Wilmington Blue Rocks  | Wilmington, Delaware          | Daniel S. Frawley Stadium       | Kansas City Royals   |
| Winston-Salem Warthogs | Winston-Salem, North Carolina | Ernie Shore Field               | Chicago White Sox    |

- Site Carolina League

#### Florida State League
Alle teams van de league komen uit Florida.
| Team                    | Stad           | Stadion                    | Verwant aan           |
| ----------------------- | -------------- | -------------------------- | --------------------- |
| Brevard County Manatees | Viera          | Space Coast Stadium        | Milwaukee Brewers     |
| Clearwater Threshers    | Clearwater     | Bright House Network Field | Philadelphia Phillies |
| Daytona Cubs            | Daytona Beach  | Jackie Robinson Stadium    | Chicago Cubs          |
| Dunedin Blue Jays       | Dunedin        | Knogoly Park               | Toronto Blue Jays     |
| Fort Myers Miracle      | Fort Myers     | Hammond Stadium            | Minnesota Twins       |
| Jupiter Hammerheads     | Jupiter        | Roger Dean Stadium         | Florida Marlins       |
| Lakelad Tigers          | Lakeland       | Joker Marchant Stadium     | Detroit Tigers        |
| Palm Beach Cardinals    | Jupiter        | Roger Dean Stadium         | St. Louis Cardinals   |
| Sarasota Reds           | Sarasota       | Ed Smith Stadium           | Cincinnati Reds       |
| St. Lucie Mets          | Port St. Lucie | Tradition Field            | New York Mets         |
| Tampa Yankees           | Tampa          | Legends Field              | New York Yankees      |
| Vero Beach Dodgers      | Vero Beach     | Holman Stadium             | Los Angeles Dodgers   |

- Site Florida State League

### Lage A-League

#### Midwest League
| Team                          | Stad                    | Stadion                           | Verwant aan                   |
| ----------------------------- | ----------------------- | --------------------------------- | ----------------------------- |
| Beloit Snappers               | Beloit, Wisconsin       | Harry C. Pohlman Field            | Minnesota Twins               |
| Burlington Bees               | Burlington, Iowa        | Community Field                   | Kansas City Royals            |
| Cedar Rapids Kernels          | Cedar Rapids, Iowa      | Veterans Memorial Stadium         | Los Angeles Angels of Anaheim |
| Clinton LumberKings           | Clinton, Iowa           | Alliant Energy Field              | Texas Rangers                 |
| Dayton Dragons                | Dayton, Ohio            | Fifth Third Field                 | Cincinnati Reds               |
| Fort Wayne Wizards            | Fort Wayne, Indiana     | Memorial Stadium                  | San Diego Padres              |
| Kane County Cougars           | Geneva, Illinois        | Philip B. Elfstrom Stadium        | Oakland Athletics             |
| Lansing Lugnuts               | Lansing, Michigan       | Oldsmobile Park                   | Toronto Blue Jays             |
| Peoria Chiefs                 | Peoria, Illinois        | O'Brien Field                     | Chicago Cubs                  |
| South Bend Silver Hawks       | South Bend, Indiana     | Stanley Covelski Regional Stadium | Arizona Diamondsback          |
| Southwest Michigan Devil Rays | Battle Creek, Michigan  | C.O. Brown Stadium                | Tampa Bay Devil Rays          |
| Swing of the Quad Cities      | Davenport, Iowa         | John O'Donnell Stadium            | St. Louis Cardinals           |
| West Michigan Whitecaps       | Comstock Park, Michigan | Fitfth Third Ballpark             | Detroit Tigers                |
| Wisconsin Timber Rattlers     | Grand Chute, Wisconsin  | Fox Cities Stadium                | Seattle Mariners              |

- Site Midwest League

#### South Atlantic League
| Team                    | Stad                       | Stadion                   | Verwant aan           |
| ----------------------- | -------------------------- | ------------------------- | --------------------- |
| Asheville Tourists      | Asheville, North Carolina  | McCormick Field           | Colorado Rockies      |
| Augusta GreenJackets    | Augusta, Georgia           | Lake Olmstead Stadium     | San Francisco Giants  |
| Charleston RiverDogs    | Charleston, South Carolina | Joseph P. Riley, Jr. Park | New York Yankees      |
| Columbus Catfish        | Columbus, Georgia          | Golden Park               | Los Angeles Dodgers   |
| Delmarva Shorebirds     | Salisbury, Maryland        | Arthur W. Perdue Stadium  | Baltimore Orioles     |
| Greensboro Grasshoppers | Greensboro, North Carolina | First Horizon Park        | Florida Marlins       |
| Greenville Drive        | Greenville, South Carolina | West End Field            | Boston Red Sox        |
| Hagerstown Suns         | Hagerstown, Maryland       | Municipal Stadium         | New York Mets         |
| Hickory Crawdads        | Hickory, North Carolina    | L.P. Frans Stadium        | Pittsburgh Pirates    |
| Kannapolis Intimidators | Kannapolis, North Carolina | Fieldcrest Cannon Stadium | Chicago White Sox     |
| Lake County Captains    | Eastlake, Ohio             | Classic Park              | Cleveland Indians     |
| Lakewood BlueClaws      | Lakewood, New Jersey       | FirstEnergy Park          | Philadelphia Phillies |
| Lexington Legends       | Lexington, Kentucky        | Applebee's Park           | Houston Astros        |
| Rome Braves             | Rome, Georgia              | State Mutual Stadium      | Atlanta Braves        |
| Savannah Sand Gnats     | Savannah, Georgia          | Grayson Stadium           | Washington Nationals  |
| West Virginia Power     | Charleston, West Virginia  | Appalachian Power Park    | Milwaukee Brewers     |

- Site South Atlantic League

### Kort seizoen A-League

#### New York - Penn League
| Team                      | Stad                          | Stadion                                 | Verwant aan           |
| ------------------------- | ----------------------------- | --------------------------------------- | --------------------- |
| Aberdeen IronBirds        | Aberdeen, Maryland            | Ripken Stadium                          | Baltimore Orioles     |
| Auburn Doubledays         | Auburn, New York              | Falcon Park                             | Washington Nationals  |
| Batavia Muckdogs          | Batavia, New York             | Dwyer Stadium                           | Miami Marlins         |
| Brroklyn Cyclones         | Brooklyn, New York            | MCU Park                                | New York Mets         |
| Connecticut Tigers        | Norwich, Connecticut          | Senator Thomas J. Dodd Memorial Stadium | Detroit Tigers        |
| Hudson Valley Renegades   | Wappingers Falls, New York    | Dutchess Stadium                        | Tampa Bay Rays        |
| Lowell Spinners           | Lowell, Massachusetts         | Edward A. LeLacheur Park                | Boston Red Sox        |
| Mahoning Valley Scrappes  | Niles, Ohio                   | Eastwood Field                          | Cleveland Indians     |
| State College Spikes      | University Park, Pennsylvania | Medlar Field at Lubrano Park            | St. Louis Cardinals   |
| Staten Island Yankees     | Staten Island, New York       | Richmond County Bank Ball Park          | New York Yankees      |
| Tri-City Valley Cats      | Troy, New York                | Joseph L. Bruno Stadium                 | Houston Astros        |
| Vermont Lake Monsters     | Burlington, Vermont           | Centennial Field                        | Oakland Athletics     |
| West Virginia Black Bears | Granville, West Virginia      | Monongalia County Ballpark              | Pittsburgh Pirates    |
| Williamsport Crosscutters | Williamsport, Pennsylvania    | Bowman Field                            | Philadelphia Phillies |

- Site New York-Penn League

#### Northwest League
| Team                   | Stad                              | Stadion                  | Verwant aan          |
| ---------------------- | --------------------------------- | ------------------------ | -------------------- |
| Boise Hawks            | Boise, Idaho                      | Memorial Stadium         | Chicago Cubs         |
| Eugene Emeralds        | Eugene, Oregon                    | Civic Stadium            | San Diego Padres     |
| Everett AquaSox        | Everett, Washington               | Everett Memorial Stadium | Seattle Mariners     |
| Salem-Keizer Volcanoes | Keizer, Oregon                    | Volcanoes Stadium        | San Francisco Giants |
| Spokane Indians        | Spokane, Washington               | Avista Stadium           | Texas Rangers        |
| Tri-City Dust Devils   | Pasco, Washington                 | Tri-City Stadium         | Colorado Rockies     |
| Vancouver Canadians    | Vancouver, Brits-Columbia, Canada | Nat Bailey Stadium       | Oakland Athletics    |
| Yakima Bears           | Yakima, Washington                | Yakima County Stadium    | Arizona Diamondsback |

- Site Northwest League

### Rookie/Educatieve League
Dit is het laagste niveau van Minor league.

#### Appalachian League
| Team                   | Stad                       | Stadion                     | Verwant aan          |
| ---------------------- | -------------------------- | --------------------------- | -------------------- |
| Bluefield Orioles      | Bluefield, Virginia        | Bowen Field                 | Baltimore Orioles    |
| Bristol White Sox      | Bristol, Virginia          | Devault Memorial Stadium    | Chicago White Sox    |
| Burlington Indians     | Burlington, North Carolina | Burlington Athletic Stadium | Cleveland Indians    |
| Danville Braves        | Danville, Virginia         | American Legion Field       | Atlanta Braves       |
| Elizabethon Twins      | Elizabethon, Tennessee     | Joe O'Brien Field           | Minnesota Twins      |
| Greeneville Astros     | Greeneville, Tennessee     | Pioneer Park                | Houston Astros       |
| Johnson City Cardinals | Johnson City, Tennessee    | Howard Johnson Field        | St. Louis Cardinals  |
| Kingsport Mets         | Kingsport, Tennessee       | Hunter Wright Stadium       | New York Mets        |
| Princeton Devil Rays   | Princeton, West Virginia   | H.P. Hunnicutt Field        | Tampa Bay Devil Rays |
| Pulaski Blue Jays      | Pulaski, Virginia          | Calfee Park                 | Toronto Blue Jays    |

- Site Appalachian League

#### Arizona League
Alle teams van de League komen uit Arizona.
| Team                     | Stad       | Stadion               | Verwant aan                   |
| ------------------------ | ---------- | --------------------- | ----------------------------- |
| Arizona League Angels    | Mesa       | Bowen Fields          | Los Angeles Angels of Anaheim |
| Arizona League Cubs      | Mesa       | Fitch Park            | Chicago Cubs                  |
| Arizona League Mariners  | Peoria     | Peoria Sports Complex | Seattle Mariners              |
| Arizona League Padres    | Peoria     | Peoria Sports Complex | San Diego Padres              |
| Arizona League Athletics | Phoenix    | Papago Park           | Oakland Athletics             |
| Arizona League Giants    | Scottsdale | Indian School Park    | San Francisco Giants          |
| Arizona League Rangers   | Surprise   | Surprise Stadium      | Texas Rangers                 |
| Arizona League Royals    | Surprise   | Surprise Stadium      | Kansas City Royals            |

- Site Arizona League[dode link]

#### Dominicaanse Zomer League (DSL)*
- Boca Chica Divisie
  - DSL Cubs (verwant aan de Chicago Cubs)
  - DSL Diamondsback (verwant aan de Arizona Diamondsback)
  - DSL Giants (verwant aan de San Francisco Giants)
  - DSL Reds (verwant aan de Cincinnati Reds)
  - DSL Rockies (verwant aan de Colorado Rockies)
- Boca Chica Americano Divisie
  - DSL Indians #1 (verwant aan de Cleveland Indians)
  - DSL Indians #2 (verwant aan de Cleveland Indians)
  - DSL Red Sox (verwant aan de Boston Red Sox)
  - DSL Twins (verwant aan de Minnesota Twins)
- Santo Domingo Norte Divisie
  - DSL Athletics #1 (verwant aan de Oakland Athletics)
  - DSL Athletics #2 (verwant aan de Oakland Athletics)
  - DSL Cardinals (verwant aan de St. Louis Cardinals)
  - DSL Dodgers (verwant aan de Los Angeles Dodgers)
  - DSL Mariners (verwant aan de Seattle Mariners)
  - DSL Phillies (verwant aan de Philadelphia Phillies)
- Santo Domingo Oeste Divisie
  - DSL Tigers (verwant aan de Detroit Tigers)
  - DSL Mets (verwant aan de New York Mets)
  - DSL Nationals (verwant aan de Washington Nationals)
  - DSL Padres (verwant aan de San Diego Padres)
  - DSL Yankees #1 (verwant aan de New York Yankees)
  - DSL Yankees #2 (verwant aan de New York Yankees)
- San Pedro de Macoris Divisie
  - DSL Angels (verwant aan de Los Angeles Angels of Anaheim)
  - DSL Astros (verwant aan de Houston Astros)
  - DSL Blue Jays (verwant aan de Toronto Blue Jays)
  - DSL Orioles (verwant aan de Baltimore Orioles)
  - DSL Pirates (verwant aan de Pittsburgh Pirates)
  - DSL Rangers (verwant aan de Texas Rangers)
- Cibao Divisie
  - DSL Braves #1 (verwant aan de Atlanta Braves)
  - DSL Braves #2 (verwant aan de Atlanta Braves)
  - DSL Marlins (verwant aan de Florida Marlins)
  - DSL Royals (verwant aan de Kansas City Royals)
  - DSL White Sox (verwant aan de Chicago White Sox)

*:De afkorting komt van het Engelse Dominican Summer League.
- Site Dominican Summer League
- Dominican Summer League

#### Golfkust League (GCL)*
Alle teams van de League komen uit Florida.
| Team          | Stad             | Stadion                                       | Verwant aan           |
| ------------- | ---------------- | --------------------------------------------- | --------------------- |
| GCL Braves    | Lake Buena Vista | The Ballpark at Disney's Wide World of Sports | Atlanta Braves        |
| GCL Dodgers   | Vero Beach       | Dodgertown                                    | Los Angeles Dodgers   |
| GCL Indians   | Winter Haven     | Chain of Lakes Park                           | Cleveland Indians     |
| GCL Marlins   | Jupiter          | Roger Dean Stadium                            | Florida Marlins       |
| GCL Mets      | Port St. Lucie   | Tradition Field                               | New York Mets         |
| GCL Nationals | Melbourne        | Carl Barger Baseball Complex                  | Washington Nationals  |
| GCL Phillies  | Clearwater       | Carpenter Complex                             | Philadelphia Phillies |
| GCL Pirates   | Bradenton        | McKechnie Field                               | Pittsburgh Pirates    |
| GCL Reds      | Sarasota         | Es Smith Stadium                              | Cincinnati Reds       |
| GCL Red Sox   | Fort Myers       | City of Palms Park                            | Boston Red Sox        |
| GCL Tigers    | Lakeland         | Tigertown Complex                             | Detroit Tigers        |
| GCL Twins     | Fort Myers       | Lee County Sports Complex                     | Minnesota Twins       |
| GCL Yankees   | Tampa            | Yankee Complex                                | New York Yankees      |

*:De afkorting komt van het Engelse Gulf Coast League
- Site Gulf Coast League

#### Pioneer League
| Team                  | Stad                 | Stadion                        | Verwant aan                   |
| --------------------- | -------------------- | ------------------------------ | ----------------------------- |
| Billings Mustangs     | Billings, Montana    | Cobb Field                     | Cincinnati Reds               |
| Casper Rockies        | Casper, Wyoming      | Mike Lansing Field             | Colorado Rockies              |
| Great Falls White Sox | Great Falls, Montana | Legion Park                    | Chicago White Sox             |
| Helena Brewers        | Helena, Montana      | Kindrick Field                 | Milwaukee Brewers             |
| Idaho Falls Chukars   | Idaho Falls, Idaho   | McDermott Field                | Kansas City Royals            |
| Missoula Osprey       | Missoula, Montana    | Ogren Park at Allegiance Field | Arizona Diamondsback          |
| Ogden Raptors         | Ogden, Utah          | Lindquist Field                | Los Angeles Dodgers           |
| Orem Owlz             | Orem, Utah           | Parkway Crossing Stadium       | Los Angeles Angels of Anaheim |

- Site Pioneer League

#### Venezolaanse Zomer League
- Aguirre (verwant aan de Seattle Mariners)
- Cagua (verwant aan de Cincinnati Reds)
- Ciudad Alianza (verwant aan de Boston Red Sox en de San Diego Padres)
- San Joaquin (verwant aan de Pittsburgh Pirates)
- Tronconero #1 (verwant aan de Philadelphia Phillies)
- Tronconero #2 (verwant aan de New York Mets)
- Universidad (verwant aan de Florida Marlins en de Washington Nationals)
- Venoco #1 (verwant aan de Houston Texas)
- Venoco #2 (verwant aan de Baltimore Orioles)
- Site Venezuelan Summer League

### Herfst Leagues

#### Arizona Herfst League
Alle teams van de league komen uit Arizona.
| Team                 | Stad     | Stadion                   |
| -------------------- | -------- | ------------------------- |
| Grand Canyon Rafters | Surprise | Surprise Stadium          |
| Mesa Solar Sox       | Mesa     | HoHoKam Park              |
| Peoria Javelinas     | Peoria   | Peoria Sports Complex     |
| Peoria Saguaros      | Peoria   | Peoria Complex            |
| Phoenix Desert Dogs  | Phoenix  | Phoenix Municipal Stadium |
| Surprise Scorpions   | Surprise | Surprise Stadium          |

- Site Arizona Fall League

### Winter Leagues

#### Hawaii Winter Baseball
Alle teams van de league komen uit Hawaï.
| Team                | Stad     | Stadion                       |
| ------------------- | -------- | ----------------------------- |
| Honolulu Sharks     | Honolulu | Les Murakami Baseball Stadium |
| North Shore Honu    | Waipahu  | Hans L'Orange Field           |
| Waikiki Beach Boys  | Honolulu | Les Murakami Baseball Stadium |
| West Oahu CaneFires | Waipahu  | Hans L'Orange Field           |

- Site Hawaii Winter League

## Onafhankelijke Minor league (niet verwant met de Major League Baseball)

### American Association
| Team                  | Stad                      | Stadion              |
| --------------------- | ------------------------- | -------------------- |
| Coastal Bend Aviators | Robstown, Texas           | Aviators Stadium     |
| El Paso Diablos       | El Paso, Texas            | Cohen Stadium        |
| Fort Worth Cats       | Fort Worth, Texas         | LaGrave Field        |
| Lincoln Saltdogs      | Lincoln, Nebraska         | Haymarket Park       |
| Pensacola Pelicans    | Pensacola, Florida        | Pelican Park         |
| Shreveport Sports     | Shreveport, Louisania     | Fair Grounds Field   |
| Sioux City Explorers  | Sioux City, Iowa          | Lewis and Clark Park |
| Sioux Falls Canaries  | Sioux Falls, South Dakota | Sioux Falls Stadium  |
| St. Joe Blacksnakes   | St. Joseph, Missouri      | Phil Welch Stadium   |
| St. Paul Saints       | Saint Paul, Minnesota     | Midway Stadium       |

- Site American Association

### Atlantic League of Professional Baseball
| Team                         | Stad                      | Stadion                           |
| ---------------------------- | ------------------------- | --------------------------------- |
| Atlantic City Surf           | Atlantic City, New Jersey | Bernie Robbins Stadium            |
| Bridgeport Bluefish          | Bridgeport, Connecticut   | The Ballpark at Harbor Yard       |
| Camden Riversharks           | Camden, New Jersey        | Campbell's Field                  |
| Lancaster Barnstormers       | Lancaster, Pennsylvania   | Clipper Magazine Stadium          |
| Long Island Ducks            | Central Islip, New York   | Citibank Park                     |
| Newark Bears                 | Newark, New Jersey        | Bears & Eagles Riverfront Stadium |
| Road Warriors                | Reizend team              | Reizend team                      |
| Somerset Patriots            | Bridgewater, New Jersey   | Commerce Bank Ballpark            |
| Southern Maryland Blue Crabs | Waldorf, Maryland         | Regency Furniture Stadium         |
| York Revolution              | York, Pennsylvania        | York Outdoor Recreation Complex   |

- Site Atlantic League

### Canadian-American Association of Professional Baseball
| Team                     | Stad                     | Stadion                                |
| ------------------------ | ------------------------ | -------------------------------------- |
| Brockton Rox             | Brockton, Massachusetts  | Campanelli Stadium                     |
| Nashua Pride             | Nashua, New Hampshire    | Holman Stadium                         |
| New Haven County Cutters | West Haven, Connecticut  | Yale Field                             |
| New Jersey Jackals       | Little Falls, New Jersey | Yogi Berra Stadium                     |
| North Shore Spirit       | Lynn, Massachusetts      | Fraser Field                           |
| Sussex Skyhawks          | Augusta, New Jersey      | Skylands Park                          |
| Quebec Capitales         | Quebec, Quebec, Canada   | Stade Municipal                        |
| Worcester Tornadoes      | Worcester, Massachusetts | Hanover Insurance Park at Fitton Field |

- Site CanAm League

### Frontier League
| Team                     | Stad                     | Stadion               |
| ------------------------ | ------------------------ | --------------------- |
| Chillicothe Paints       | Chillicothe, Ohio        | V.A. Memorial Stadium |
| Evansville Otters        | Evansville, Indiana      | Bosse Field           |
| Florence Freedom         | Florence, Kentucky       | Champion Window Field |
| Gateway Grizzlies        | Sauget, Illinois         | GCS Ballpark          |
| Kalamazoo Kings          | Kalamazoo, Michigan      | Homer Stryker Field   |
| River City Rascals       | O'Fallon, Missouri       | T.R. Hughes Ballpark  |
| Rockford RiverHawks      | Loves Park, Illinois     | RiverHawks Stadium    |
| Traverse City Beach Bums | Traverse City, Michigan  | Wuerfel Park          |
| Washington Wild Things   | Washington, Pennsylvania | Falconi Field         |
| Windy City ThunderBolts  | Crestwood, Illinois      | Hawkinson Ford Field  |

- Site Frontier League

### Golden Ball League
| Team                 | Stad                   | Stadion              |
| -------------------- | ---------------------- | -------------------- |
| Chico Outlaws        | Chico, Californië      | Nettleton Stadium    |
| Fullerton Flyers     | Fullerton, Californië  | Goodwin Field        |
| Long Beach Armada    | Long Beach, Californië | Blair Field          |
| Reno Silver Sox      | Reno, Nevada           | William Peccole Park |
| San Diego Surf Dawgs | San Diego, Californië  | Tony Gwynn Stadium   |
| Yuma Scorpions       | Yuma, Arizona          | Desert Sun Stadium   |

- Site Golden Baseball League

### Northern League
| Team                     | Stad                       | Stadion                   |
| ------------------------ | -------------------------- | ------------------------- |
| Calgary Vipers           | Calgary, Alberta, Canada   | Foothills Stadium         |
| Edmonton Cracker-Cats    | Edmonton, Alberta, Canada  | TELUS Field               |
| Fargo-Moorhead RedHawks  | Fargo, North Dakota        | Newman Outdoor Field      |
| Gary SouthShore RailCats | Gary, Indiana              | U.S. Steel Yard           |
| Joliet JackHammers       | Joliet, Illinois           | Silver Cross Field        |
| Kansas City T-Bones      | Kansas City, Kansas        | CommunityAmerica Ballpark |
| Schaumburg Flyers        | Schaumburg, Illinois       | Alexian Field             |
| Winnipeg Goldeyes        | Winnipeg, Manitoba, Canada | CanWest Global Park       |

- Site Northern League

### United League Baseball
| Team                         | Stad                  | Stadion                        |
| ---------------------------- | --------------------- | ------------------------------ |
| Alexandria Aces              | Alexandria, Louisiana | Bringhurst Field               |
| Amarillo Dillas              | Amarillo, Texas       | Potter County Memorial Stadium |
| Edinburg Coyotes             | Edinburg, Texas       | Edinburg Stadium               |
| Laredo Broncos               | Laredo, Texas         | Veterans Field                 |
| Rio Grande Valley WhiteWings | Harlingen, Texas      | Harlingen Field                |
| San Diego Colts              | San Angelo, Texas     | Foster Field                   |

- Site United League

### Aankomende onafhankelijke Minor leagues

#### South Coast League
| Team                           | Stad                    | Stadion                   |
| ------------------------------ | ----------------------- | ------------------------- |
| Albany Baseball Team           | Albany, Georgia         | Paul Eames Sports Complex |
| Aiken Baseball Team            | Aiken, South Carolina   | Roberto Hernandez Stadium |
| Charlotte County Baseball Team | Port Charlotte, Florida | Charlotte Sports Park     |
| Macon Music                    | Macon, Georgia          | Luther Williams Field     |